# Juuso Hietanen
Juuso Hietanen (* 14. Juni 1985 in Hämeenlinna) ist ein finnischer Eishockeyspieler, der zuletzt bis zum Ende der Saison 2024/25 bei HPK Hämeenlinna aus der finnischen Liiga unter Vertrag gestanden und dort auf der Position des Verteidigers gespielt hat. Sein Vater Juha war ebenfalls ein professioneller Eishockeyspieler.

## Karriere
Juuso Hietanen begann seine Karriere als Eishockeyspieler in seiner Heimatstadt in der Nachwuchsabteilung von HPK Hämeenlinna, für dessen Profimannschaft er in der Saison 2003/04 sein Debüt in der SM-liiga gab. In seinem Rookiejahr blieb der Verteidiger in zwei Spielen punkt- und straflos und absolvierte zudem drei Spiele als Leihspieler für die finnische U20-Nationalmannschaft in der zweitklassigen Mestis. In der folgenden Spielzeit war er zwischenzeitlich an HPKs Ligarivalen Pelicans Lahti ausgeliehen, für den er in 15 Spielen auf dem Eis stand. In den folgenden Jahren entwickelte er sich einer der Stammkräfte in seiner Heimatmannschaft, mit der er in der Saison 2005/06 den finnischen Meistertitel gewann. Durch diesen Erfolg qualifizierte sich Hämeenlinna für den IIHF European Champions Cup, in dem Hietanen mit seiner Mannschaft den zweiten Platz belegte.
Von 2007 bis 2010 stand Hietanen in seiner ersten Auslandsstation drei Jahre lang bei Brynäs IF in der schwedischen Elitserien unter Vertrag. Anschließend wechselte er innerhalb der Liga zum HV71, für den er in der Saison 2010/11 in 59 Spielen insgesamt zehn Tore erzielte und 24 Vorlagen gab. Für die Saison 2011/12 wurde er von Torpedo Nischni Nowgorod aus der Kontinentalen Hockey-Liga (KHL) verpflichtet. Bei Torpedo gehörte er in den folgenden vier Spieljahren stets zu den punktbesten Verteidigern und erreichte dreimal die Play-offs. Nach der Saison 2014/15 lief sein Vertrag bei Torpedo aus und Hietanen wurde vom HK Dynamo Moskau verpflichtet, bei dem er einen Zweijahresvertrag erhielt. Im Frühjahr 2017 unterzeichnete Hietanen eine Vertragsverlängerung über zwei Jahre, im Mai 2019 ein Jahr und im Februar 2020 um ein weiteres Jahr. Während dieser Zeit war die Saison 2019/20 die statistisch beste von Hietanen in der KHL, als er in 60 regulären Saisonspielen 13 Tore und 25 Assists erzielte. Er war damit drittbester KHL-Verteidiger in Bezug auf Scorerpunkte hinter Mikko Lehtonen und Wjatscheslaw Woinow.
Im Juni 2021 verließ er die KHL nach zehn Jahren und wurde vom HC Ambrì-Piotta aus der National League verpflichtet. Nach einer Spielzeit kehrte der Finne zu seinem Stammverein HPK zurück.

### International
Für Finnland nahm Hietanen im Juniorenbereich an der U20-Junioren-Weltmeisterschaft 2005 teil. Im Seniorenbereich stand er im Aufgebot seines Landes bei den Weltmeisterschaften 2010, 2012, 2013, 2014, 2015, 2016 und 2017. Dabei wurde der Verteidiger in den Jahren 2014 und 2016 jeweils Vize-Weltmeister. Bei den Olympischen Winterspielen 2014 im russischen Sotschi gewann er zuvor mit der finnischen Nationalmannschaft die Bronzemedaille. Bei den Olympischen Winterspielen 2022 in der chinesischen Landeshauptstadt Peking errang er mit der finnischen Auswahl die erste Goldmedaille ihrer Geschichte.

## Erfolge und Auszeichnungen
- 2006 Finnischer Meister mit HPK Hämeenlinna
- 2014 Teilnahme am KHL All-Star Game
- 2017 KHL-Verteidiger des Monats Januar
- 2020 Teilnahme am KHL All-Star Game

### International
| - 2014 Bronzemedaille bei den Olympischen Winterspielen - 2014 Silbermedaille bei der Weltmeisterschaft - 2016 Silbermedaille bei der Weltmeisterschaft | - 2022 Goldmedaille bei den Olympischen Winterspielen - 2022 Goldmedaille bei der Weltmeisterschaft |

## Karrierestatistik
Stand: Ende der Saison 2024/25

### International
Vertrat Finnland bei:
| - U20-Junioren-Weltmeisterschaft 2005 - Weltmeisterschaft 2010 - Weltmeisterschaft 2012 - Weltmeisterschaft 2013 - Olympischen Winterspielen 2014 - Weltmeisterschaft 2014 | - Weltmeisterschaft 2015 - Weltmeisterschaft 2016 - Weltmeisterschaft 2017 - Olympischen Winterspielen 2018 - Olympischen Winterspielen 2022 - Weltmeisterschaft 2022 |

(Legende zur Spielerstatistik: Sp oder GP = absolvierte Spiele; T oder G = erzielte Tore; V oder A = erzielte Assists; Pkt oder Pts = erzielte Scorerpunkte; SM oder PIM = erhaltene Strafminuten; +/− = Plus/Minus-Bilanz; PP = erzielte Überzahltore; SH = erzielte Unterzahltore; GW = erzielte Siegtore; 1 Play-downs/Relegation; Kursiv: Statistik nicht vollständig)